# 爱鹰山
爱鹰山（あしたかやま）是日本静冈县的一座死火山。位于富士山南部，箱根的西面。广义爱鹰山指由北向南的爱鹰连峰，狭义爱鹰山光是爱鹰连峰中的爱鹰山（1,188米）。爱鹰山是日本二百名山之一。

## 概要
爱鹰连峰从北到南由最高峰越前岳（1,504米），黑岳（1,087米），呼子岳（1,310米），锯岳（1,296米），位牌岳（1,458米），前岳（1,336米），袴腰岳（1,248米），大岳（1,262米），爱鹰山（1,188米）9座山峰组成。分归富士市，沼津市，长泉町，裾野市4个行政区域管辖。
爱鹰山是箱根山同一时期形成的成层火山，呼子岳南侧，位牌岳西侧，大岳东侧是火山口。爱鹰山是距今40万年前的火山爆发所形成，10万年前完全停止了活动，因此年代要早于富士山。
虽然越前岳是最高峰，但因为祭祀山神的桃泽神社建在最南端正对骏河湾的爱鹰山顶。所以爱鹰山作为爱鹰连峰的代表。
古书把爱鹰山记载为足高山（日语足高和爱鹰发音相同）。以富士山为中心的爱鹰山（足高山）,山梨县足和田山（1,355米），箱根足柄山合称为「富士三脚」（富士三足）。
日本有初梦『一富士、二鹰、三茄子』行大运的说法。鹰就是爱鹰山的意思。出身于骏河国的德川家康深爱这三样东西。

## 登山
在御殿场乘坐富士急行巴士到终点十里木。从十里木高原可攀登越前岳。这里是拍摄富士山的最佳地点之一。
爱鹰山年代久远，蓬莱山到位牌岳之间的锯岳风化严重十分危险，经常有登山者在此遇难。晴天在割石峠可选择沿大泽下山。

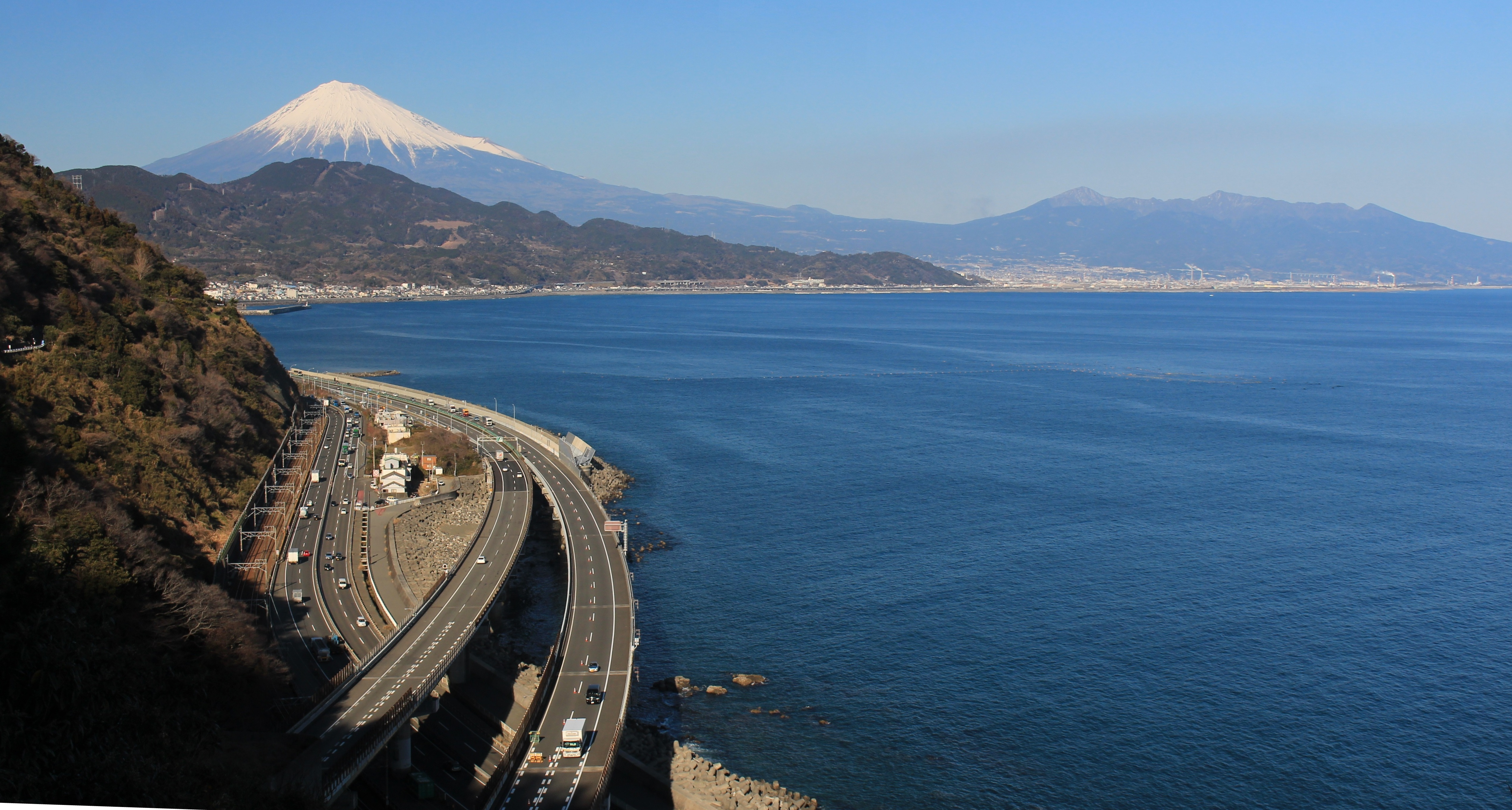
从静冈市清水區远眺富士山和爱鹰山
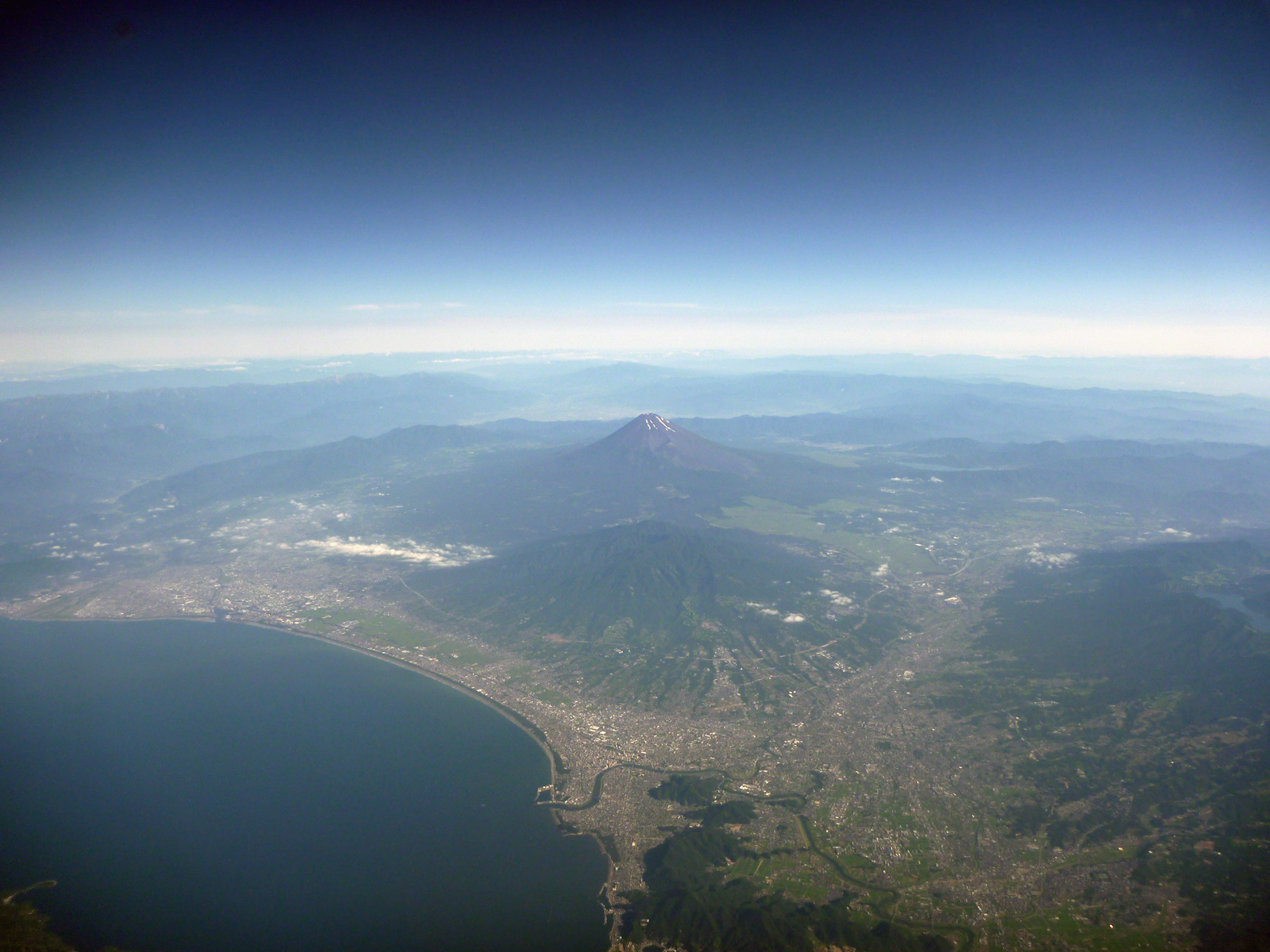
空中俯瞰。前面是爱鹰山，后方是富士山
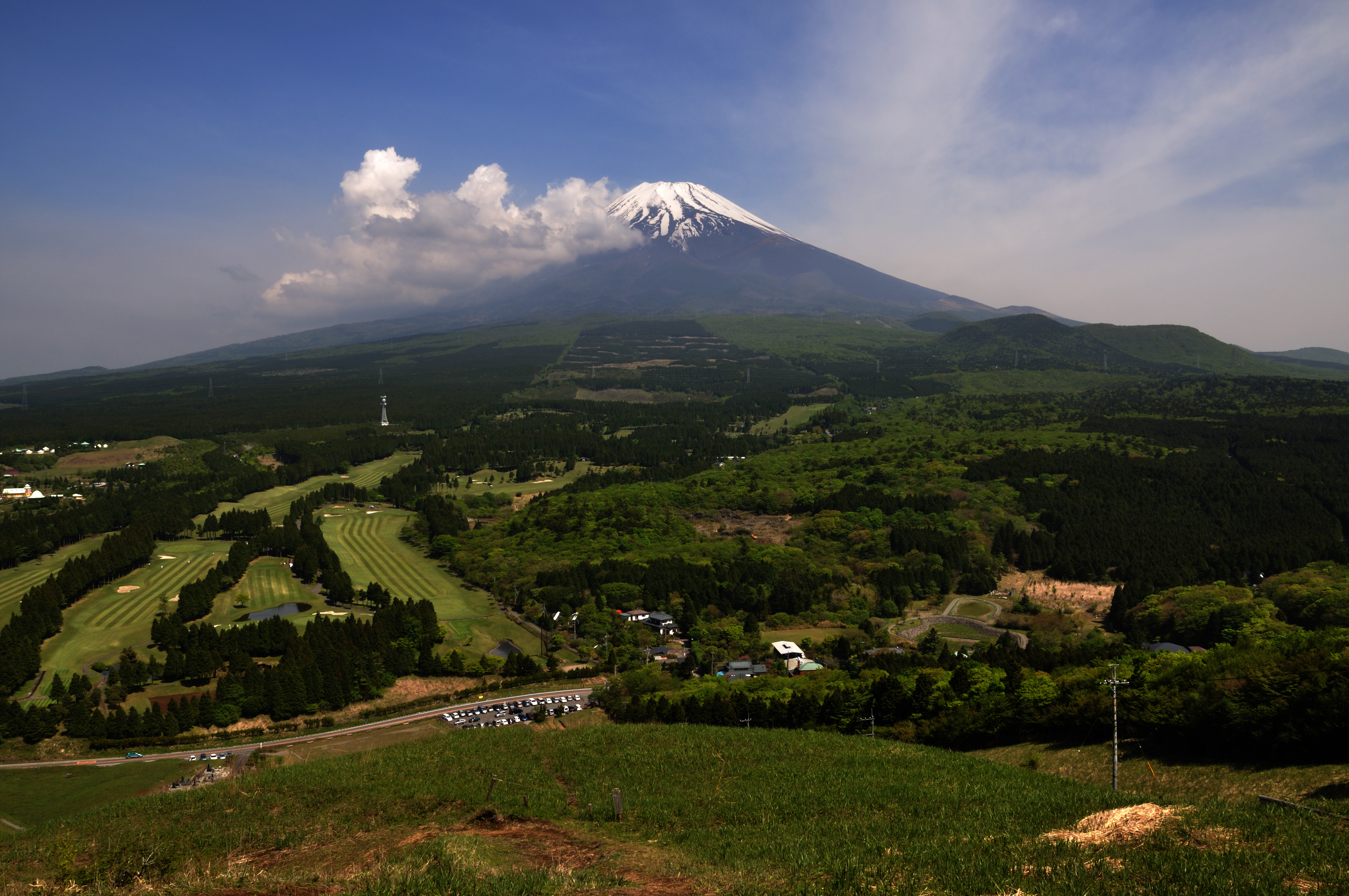
在越前岳远眺富士山
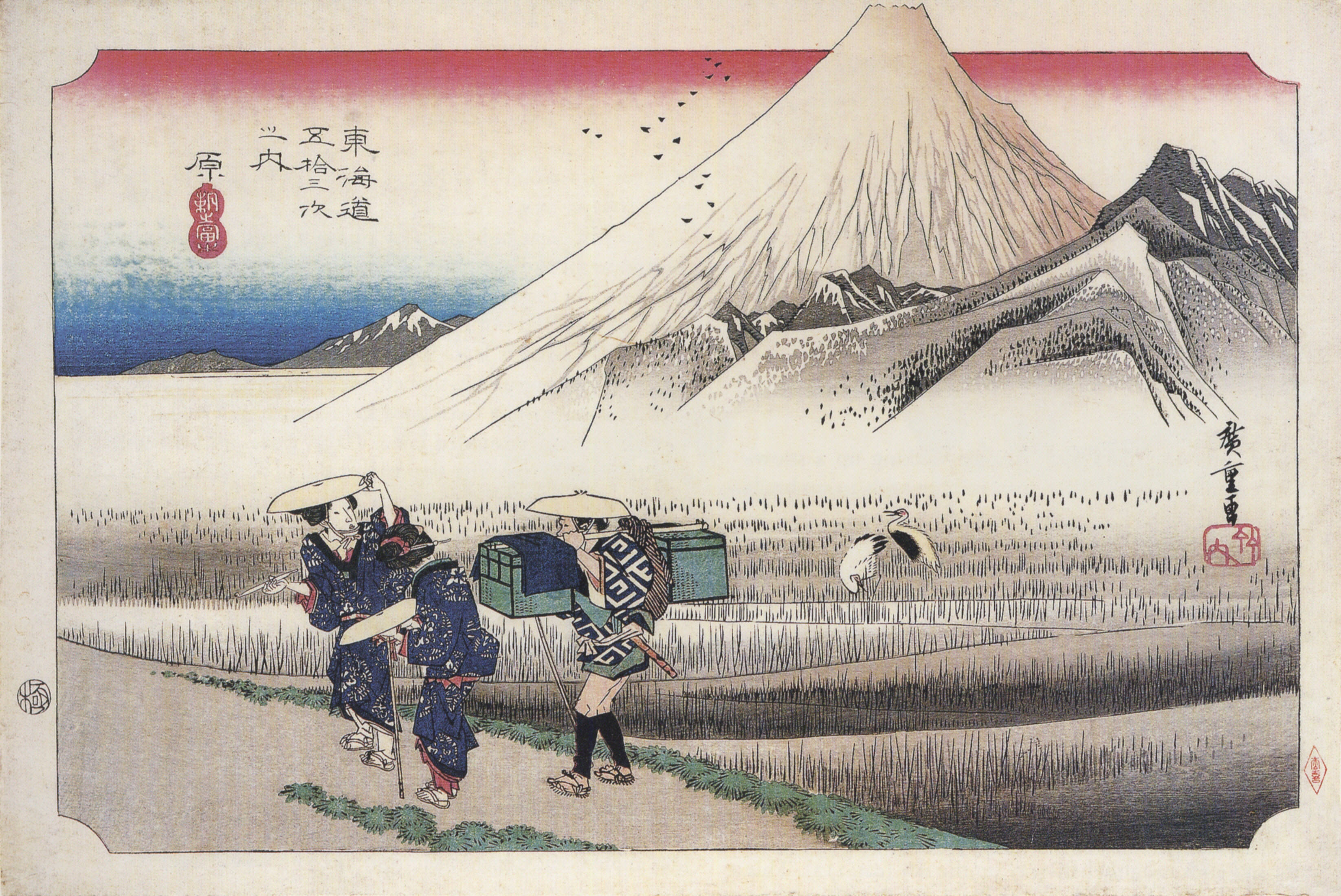
歌川广重所画「东海道五十三次之原宿」 富士山前面是爱鹰山

## 相关项目
- 富士山